# Парфёнов, Михаил Сергеевич
Михаил Сергеевич Парфёнов (род. 19 апреля 1983, Калинин, РСФСР, СССР) — российский писатель

 в жанре хоррора, сценарист, редактор, журналист, кино- и литературный критик. Бакалавр филологических наук.

## Биография
Родился 19 апреля 1983 года в Твери. Окончил историко-филологический факультет (кафедра зарубежной и русской литературы, очное отделение) Сочинского филиала РУДН.
Его дед по отцу, Александр Александрович Парфёнов, был писателем, членом Союза писателей СССР, участником Великой Отечественной войны, и руководил издательством в Твери. Отец будущего писателя, Сергей Александрович Парфёнов, работал на Тверском вагоностроительном заводе, мать Елена Николаевна Парфёнова — продавцом.
С раннего детства Парфёнов увлекался литературой и мечтал о карьере писателя. Первая публикация состоялась, когда автору было всего 9 лет — рассказ «Человек без стыда» вышел в детско-юношеской городской газете «Чёрный кот» и стал победителем конкурса «ФантАс». Тогда же в результате пожара сгорел дом, в котором жила семья автора, поэтому о своей победе тот узнал позднее, когда сотрудники газеты смогли найти его в другом месте жительства — Парфенову тогда было уже 11 лет. Позднее другой рассказ юного автора также был опубликован в этом издании, но жизненные обстоятельства вновь внесли коррективы — погиб отец Парфёнова, и вскоре после похорон вдова и сын переехали к родственникам в Сочи.
В Сочи Парфёнов состоял в кружке юных журналистов при радио Адлерского района. Закончив школу, поступил в Сочинский филиал Российского Университета дружбы народов, который окончил с дипломами бакалавра филологических наук и переводчика-референта (французский). Темой дипломной работы Парфенова стала «Готическая жанровая традиция в современном романе (на примере романа Стивена Кинга „Сияние“)». По окончании учёбы несколько лет был актером местного народного театра, работал ассистентом преподавателя в РУДН, непродолжительное время — учителем в сельской школе. Эту работу Парфенов совмещал с другой — более десяти лет он был ведущим шоу-программы в Сочинском филиале Утришского дельфинария. В качестве хобби продолжал писать статьи и рассказы, а также разрабатывал и вёл посвящённые жанру хоррор веб-сайты. С 2017 года занимается только литературой и сайтами про хоррор.
Сооснователь литературного общества «Тьма» (ныне — Ассоциация авторов хоррора) и онлайн-журнала «Darker». В настоящее время является главным редактором портала «Зона ужасов», который сам и создал. Автор и составитель книжных серий «Самая страшная книга», «HorrorZone» и других. Автор книг «Зона ужаса», «Голоса из подвала» (последняя — в соавторстве с Максимом Кабиром). Составитель более 30 антологий.
Статьи и рассказы Парфёнова публиковались в различных антологиях и периодических изданиях России, ближнего и дальнего зарубежья, переводились на английский. Рассказы «В пыль» и «Что тебе снится?» были экранизированы для второй части киноальманаха «Не бойся», снятого для канала ТВ-3. Сценарии этих эпизодов написал сам Парфёнов совместно с режиссёром проекта Евгением Колядинцевым.
Лауреат премии «Рукопись года» за сборник «Зона ужаса». Трёхкратный лауреат национальной литературной премии «Мастера ужасов». В 2019 году его «Миры Говарда Филлипса Лавкрафта. Иллюстрированная энциклопедия» получила награду как лучшая публицистическая литература. В 2020 году отмечен в числе авторов антологии «Самая страшная книга 2021» в категории «Лучший сборник/антология русскоязычных авторов». В 2021 году «Истории Ворона» Парфёнова получила награду за лучшую аудиокнигу года.